# Solomon Molla
Solomon Molla (* 1987) ist ein äthiopischer Marathonläufer.
2008 wurde er Zweiter beim Ottawa-Marathon in 2:11:05 h und siegte dann beim JoongAng Seoul Marathon in 2:08:46.
Im Jahr darauf wurde er Siebter beim Boston-Marathon in 2:12:02.